# HD 82380
HD 82380，又名BD+50 1657，SAO 42914、HR 3778，是一颗恒星，视星等为6.76，位于銀經168.59，銀緯46.19，其B1900.0坐标为赤經9h 26m 24.2s，赤緯+49° 46.19′ 47″。